# 让-米歇尔·比斯姆
让-米歇尔·比斯姆（法語：Jean-Michel Bismut，1948年2月26日—），男，法国数学家，巴黎第十一大学教授。2021年邵逸夫数学奖获得者。